# Shahrestān di Sirvan
Lo shahrestān di Sirvan (farsi شهرستان سیروان) è uno dei 9 shahrestān della provincia di Ilam, il capoluogo è Lumar. Lo shahrestān è suddiviso in 2 circoscrizioni (bakhsh): 
- Centrale (بخش مرکزی)
- Karezan   (بخش کارزان)